# Hapalophragmium pieningii
Hapalophragmium pieningii är en svampart som beskrevs av Cummins 1960. Hapalophragmium pieningii ingår i släktet Hapalophragmium och familjen Raveneliaceae.   Inga underarter finns listade i Catalogue of Life.